# 全国高等学校野球選手権大会 (山梨県勢)
全国高等学校野球選手権大会における山梨県勢の成績について記す。

## 大会結果
| 年度（大会）          | 代表校                                         | 試合結果                                       | 試合結果                                       | 成績                                           |
| --------------------- | ---------------------------------------------- | ---------------------------------------------- | ---------------------------------------------- | ---------------------------------------------- |
| 1935年（第21回大会）  | 甲府中（甲神静・初出場）                       | 1回戦                                          | ○ 10 - 3 青島中                                | 2回戦                                          |
| 1935年（第21回大会）  | 甲府中（甲神静・初出場）                       | 2回戦                                          | ● 0 - 11 育英商                                | 2回戦                                          |
| 1947年（第29回大会）  | 谷村工商（山静・初出場）                       | 1回戦                                          | ● 7 - 8 福岡中（延長11回）                     | 初戦敗退                                       |
| 1952年（第34回大会）  | 都留（山静・初出場）                           | 1回戦                                          | ● 0 - 5 水戸商                                 | 初戦敗退                                       |
| 1958年（第40回大会）  | 甲府商（初出場）                               | 2回戦                                          | ● 3 - 4 大淀                                   | 初戦敗退                                       |
| 1961年（第43回大会）  | 甲府一（西関東・26年ぶり2回目）                | 1回戦                                          | ● 5 - 6 松山商                                 | 初戦敗退                                       |
| 1962年（第44回大会）  | 甲府工（西関東・初出場）                       | 1回戦                                          | ● 2 - 5 高岡商                                 | 初戦敗退                                       |
| 1963年（第45回大会）  | 甲府商（5年ぶり2回目）                         | 1回戦                                          | ○ 10 - 2 武雄                                  | 3回戦                                          |
| 1963年（第45回大会）  | 甲府商（5年ぶり2回目）                         | 2回戦                                          | ○ 2 - 1 宮崎商                                 | 3回戦                                          |
| 1963年（第45回大会）  | 甲府商（5年ぶり2回目）                         | 3回戦                                          | ● 0 - 11 明星                                  | 3回戦                                          |
| 1966年（第48回大会）  | 甲府工（西関東・4年ぶり2回目）                 | 2回戦                                          | ○ 3 - 2 早鞆                                   | ベスト8                                        |
| 1966年（第48回大会）  | 甲府工（西関東・4年ぶり2回目）                 | 準々決勝                                       | ● 3 - 5 小倉工                                 | ベスト8                                        |
| 1968年（第50回大会）  | 甲府一（7年ぶり3回目）                         | 1回戦                                          | ● 1 - 2x 浜田（延長10回）                      | 初戦敗退                                       |
| 1972年（第54回大会）  | 峡南（西関東・初出場）                         | 1回戦                                          | ● 0 - 3 柳井                                   | 初戦敗退                                       |
| 1973年（第55回大会）  | 甲府工（7年ぶり3回目）                         | 1回戦                                          | ● 0 - 1 浜田商                                 | 初戦敗退                                       |
| 1975年（第57回大会）  | 巨摩（北関東・初出場）                         | 2回戦                                          | ● 1 - 3 三重                                   | 初戦敗退                                       |
| 1976年（第58回大会）  | 塩山商（北関東・初出場）                       | 1回戦                                          | ● 5 - 10 天理                                  | 初戦敗退                                       |
| 1978年（第60回大会）  | 日川（初出場）                                 | 2回戦                                          | ● 2 - 5 PL学園                                 | 初戦敗退                                       |
| 1979年（第61回大会）  | 吉田（初出場）                                 | 1回戦                                          | ● 1 - 4 佐賀商                                 | 初戦敗退                                       |
| 1980年（第62回大会）  | 日川（2年ぶり2回目）                           | 1回戦                                          | ● 0 - 10 南宇和                                | 初戦敗退                                       |
| 1981年（第63回大会）  | 東海大甲府（初出場）                           | 2回戦                                          | ● 3 - 4 新発田農                               | 初戦敗退                                       |
| 1982年（第64回大会）  | 東海大甲府（2年連続2回目）                     | 1回戦                                          | ○ 9 - 3 境                                     | 3回戦                                          |
| 1982年（第64回大会）  | 東海大甲府（2年連続2回目）                     | 2回戦                                          | ○ 4x - 3 高知商                                | 3回戦                                          |
| 1982年（第64回大会）  | 東海大甲府（2年連続2回目）                     | 3回戦                                          | ● 3 - 6 早稲田実                               | 3回戦                                          |
| 1983年（第65回大会）  | 吉田（4年ぶり2回目）                           | 1回戦                                          | ● 3 - 4x 箕島（延長13回）                      | 初戦敗退                                       |
| 1984年（第66回大会）  | 東海大甲府（2年ぶり3回目）                     | 2回戦                                          | ○ 9 - 2 三本松                                 | 3回戦                                          |
| 1984年（第66回大会）  | 東海大甲府（2年ぶり3回目）                     | 3回戦                                          | ● 5 - 12 松山商                                | 3回戦                                          |
| 1985年（第67回大会）  | 東海大甲府（2年連続4回目）                     | 2回戦                                          | ○ 11 - 2 岡山南                                | ベスト4                                        |
| 1985年（第67回大会）  | 東海大甲府（2年連続4回目）                     | 3回戦                                          | ○ 4 - 2 三重海星                               | ベスト4                                        |
| 1985年（第67回大会）  | 東海大甲府（2年連続4回目）                     | 準々決勝                                       | ○ 8 - 7 関東第一                               | ベスト4                                        |
| 1985年（第67回大会）  | 東海大甲府（2年連続4回目）                     | 準決勝                                         | ● 6 - 7x 宇部商                                | ベスト4                                        |
| 1986年（第68回大会）  | 東海大甲府（3年連続5回目）                     | 1回戦                                          | ○ 6 - 3 福井商                                 | 2回戦                                          |
| 1986年（第68回大会）  | 東海大甲府（3年連続5回目）                     | 2回戦                                          | ● 1 - 2 享栄                                   | 2回戦                                          |
| 1987年（第69回大会）  | 東海大甲府（4年連続6回目）                     | 2回戦                                          | ● 1 - 2 佐賀工                                 | 初戦敗退                                       |
| 1988年（第70回大会）  | 東海大甲府（5年連続7回目）                     | 1回戦                                          | ○ 4x - 3 金沢                                  | 3回戦                                          |
| 1988年（第70回大会）  | 東海大甲府（5年連続7回目）                     | 2回戦                                          | ○ 5 - 3 滝川第二                               | 3回戦                                          |
| 1988年（第70回大会）  | 東海大甲府（5年連続7回目）                     | 3回戦                                          | ● 2 - 4 宇部商                                 | 3回戦                                          |
| 1989年（第71回大会）  | 吉田（6年ぶり3回目）                           | 1回戦                                          | ○ 3 - 2 小松島西                               | 3回戦                                          |
| 1989年（第71回大会）  | 吉田（6年ぶり3回目）                           | 2回戦                                          | ○ 3 - 1 熊本工                                 | 3回戦                                          |
| 1989年（第71回大会）  | 吉田（6年ぶり3回目）                           | 3回戦                                          | ● 1 - 11 倉敷商                                | 3回戦                                          |
| 1990年（第72回大会）  | 甲府工（17年ぶり4回目）                        | 1回戦                                          | ○ 12 - 7 佐賀学園                              | 2回戦                                          |
| 1990年（第72回大会）  | 甲府工（17年ぶり4回目）                        | 2回戦                                          | ● 5 - 12 沖縄水産                              | 2回戦                                          |
| 1991年（第73回大会）  | 市川（初出場）                                 | 2回戦                                          | ○ 6x - 5 瓊浦                                  | ベスト8                                        |
| 1991年（第73回大会）  | 市川（初出場）                                 | 3回戦                                          | ○ 2 - 0 我孫子                                 | ベスト8                                        |
| 1991年（第73回大会）  | 市川（初出場）                                 | 準々決勝                                       | ● 3 - 7 鹿児島実                               | ベスト8                                        |
| 1992年（第74回大会）  | 東海大甲府（4年ぶり8回目）                     | 2回戦                                          | ○ 6 - 0 倉吉北                                 | 3回戦                                          |
| 1992年（第74回大会）  | 東海大甲府（4年ぶり8回目）                     | 3回戦                                          | ● 4 - 7 天理                                   | 3回戦                                          |
| 1993年（第75回大会）  | 甲府工（3年ぶり5回目）                         | 1回戦                                          | ○ 4 - 2 金沢                                   | 2回戦                                          |
| 1993年（第75回大会）  | 甲府工（3年ぶり5回目）                         | 2回戦                                          | ● 0 - 2 修徳                                   | 2回戦                                          |
| 1994年（第76回大会）  | 市川（3年ぶり2回目）                           | 1回戦                                          | ○ 4 - 2 光                                     | 2回戦                                          |
| 1994年（第76回大会）  | 市川（3年ぶり2回目）                           | 2回戦                                          | ● 2 - 10 北陽                                  | 2回戦                                          |
| 1995年（第77回大会）  | 山梨学院大付（初出場）                         | 1回戦                                          | ○ 7 - 5 鳴門                                   | 2回戦                                          |
| 1995年（第77回大会）  | 山梨学院大付（初出場）                         | 2回戦                                          | ● 1 - 4 敦賀気比                               | 2回戦                                          |
| 1996年（第78回大会）  | 山梨学院大付（2年連続2回目）                   | 2回戦                                          | ● 4 - 12 熊本工                                | 初戦敗退                                       |
| 1997年（第79回大会）  | 甲府工（4年ぶり6回目）                         | 1回戦                                          | ○ 9 - 0 八頭                                   | 3回戦                                          |
| 1997年（第79回大会）  | 甲府工（4年ぶり6回目）                         | 2回戦                                          | ○ 4 - 2 豊田大谷                               | 3回戦                                          |
| 1997年（第79回大会）  | 甲府工（4年ぶり6回目）                         | 3回戦                                          | ● 4 - 5 市立船橋                               | 3回戦                                          |
| 1998年（第80回大会）  | 日本航空（初出場）                             | 1回戦                                          | ● 2 - 4 関大一                                 | 初戦敗退                                       |
| 1999年（第81回大会）  | 甲府工（2年ぶり7回目）                         | 1回戦                                          | ○ 4 - 3 北陽                                   | 2回戦                                          |
| 1999年（第81回大会）  | 甲府工（2年ぶり7回目）                         | 2回戦                                          | ● 2 - 3 静岡（延長10回）                       | 2回戦                                          |
| 2000年（第82回大会）  | 山梨学院大付（4年ぶり3回目）                   | 1回戦                                          | ● 1 - 4 樟南                                   | 初戦敗退                                       |
| 2001年（第83回大会）  | 日本航空（3年ぶり2回目）                       | 1回戦                                          | ○ 11 - 1 鳴門工                                | 3回戦                                          |
| 2001年（第83回大会）  | 日本航空（3年ぶり2回目）                       | 2回戦                                          | ○ 4 - 1 宜野座                                 | 3回戦                                          |
| 2001年（第83回大会）  | 日本航空（3年ぶり2回目）                       | 3回戦                                          | ● 1 - 7 日大三                                 | 3回戦                                          |
| 2002年（第84回大会）  | 日本航空（2年連続3回目）                       | 2回戦                                          | ● 2 - 3 広陵                                   | 初戦敗退                                       |
| 2003年（第85回大会）  | 東海大甲府（11年ぶり9回目）                    | 1回戦                                          | ● 0 - 3 広陵                                   | 初戦敗退                                       |
| 2004年（第86回大会）  | 東海大甲府（2年連続10回目）                    | 1回戦                                          | ○ 11 - 6 西日本短大付                          | ベスト4                                        |
| 2004年（第86回大会）  | 東海大甲府（2年連続10回目）                    | 2回戦                                          | ○ 6 - 2 佐土原                                 | ベスト4                                        |
| 2004年（第86回大会）  | 東海大甲府（2年連続10回目）                    | 3回戦                                          | ○ 9x - 8 聖光学院                              | ベスト4                                        |
| 2004年（第86回大会）  | 東海大甲府（2年連続10回目）                    | 準々決勝                                       | ○ 10 - 3 天理                                  | ベスト4                                        |
| 2004年（第86回大会）  | 東海大甲府（2年連続10回目）                    | 準決勝                                         | ● 8 - 10 駒大苫小牧                            | ベスト4                                        |
| 2005年（第87回大会）  | 日本航空（3年ぶり4回目）                       | 2回戦                                          | ○ 8 - 7 福井商                                 | 3回戦                                          |
| 2005年（第87回大会）  | 日本航空（3年ぶり4回目）                       | 3回戦                                          | ● 1 - 13 駒大苫小牧                            | 3回戦                                          |
| 2006年（第88回大会）  | 甲府工（7年ぶり8回目）                         | 2回戦                                          | ● 2 - 4 東洋大姫路                             | 初戦敗退                                       |
| 2007年（第89回大会）  | 甲府商（44年ぶり3回目）                        | 1回戦                                          | ○ 14 - 1 境                                    | 3回戦                                          |
| 2007年（第89回大会）  | 甲府商（44年ぶり3回目）                        | 2回戦                                          | ● 1 - 2 新潟明訓（延長12回）                   | 3回戦                                          |
| 2008年（第90回大会）  | 日本航空（3年ぶり5回目）                       | 1回戦                                          | ● 1 - 2 青森山田                               | 初戦敗退                                       |
| 2009年（第91回大会）  | 山梨学院大付（9年ぶり4回目）                   | 2回戦                                          | ● 6 - 14 県岐阜商                              | 初戦敗退                                       |
| 2010年（第92回大会）  | 日川（30年ぶり3回目）                          | 2回戦                                          | ● 2 - 7 西日本短大付                           | 初戦敗退                                       |
| 2011年（第93回大会）  | 山梨学院大付（2年ぶり5回目）                   | 1回戦                                          | ● 1 - 8 八幡商                                 | 初戦敗退                                       |
| 2012年（第94回大会）  | 東海大甲府（8年ぶり11回目）                    | 1回戦                                          | ○ 3 - 0 成立学園                               | ベスト4                                        |
| 2012年（第94回大会）  | 東海大甲府（8年ぶり11回目）                    | 2回戦                                          | ○ 4 - 2 龍谷大平安                             | ベスト4                                        |
| 2012年（第94回大会）  | 東海大甲府（8年ぶり11回目）                    | 3回戦                                          | ○ 3 - 2 宇部鴻城                               | ベスト4                                        |
| 2012年（第94回大会）  | 東海大甲府（8年ぶり11回目）                    | 準々決勝                                       | ○ 8 - 4 作新学院                               | ベスト4                                        |
| 2012年（第94回大会）  | 東海大甲府（8年ぶり11回目）                    | 準決勝                                         | ● 3 - 9 光星学院                               | ベスト4                                        |
| 2013年（第95回大会）  | 日川（3年ぶり4回目）                           | 1回戦                                          | ○ 4 - 2 箕島                                   | 2回戦                                          |
| 2013年（第95回大会）  | 日川（3年ぶり4回目）                           | 2回戦                                          | ● 3 - 4x 大阪桐蔭（延長10回）                  | 2回戦                                          |
| 2014年（第96回大会）  | 東海大甲府（2年ぶり12回目）                    | 1回戦                                          | ● 1 - 3 佐久長聖                               | 初戦敗退                                       |
| 2015年（第97回大会）  | 東海大甲府（2年連続13回目）                    | 1回戦                                          | ○ 8 - 7 静岡                                   | 3回戦                                          |
| 2015年（第97回大会）  | 東海大甲府（2年連続13回目）                    | 2回戦                                          | ○ 9 - 1 下関商                                 | 3回戦                                          |
| 2015年（第97回大会）  | 東海大甲府（2年連続13回目）                    | 3回戦                                          | ● 4 - 8 早稲田実                               | 3回戦                                          |
| 2016年（第98回大会）  | 山梨学院（5年ぶり6回目）                       | 1回戦                                          | ○ 5 - 3 長崎商                                 | 2回戦                                          |
| 2016年（第98回大会）  | 山梨学院（5年ぶり6回目）                       | 2回戦                                          | ● 2 - 7 いなべ総合                             | 2回戦                                          |
| 2017年（第99回大会）  | 山梨学院（2年連続7回目）                       | 1回戦                                          | ● 5 - 12 前橋育英                              | 初戦敗退                                       |
| 2018年（第100回大会） | 山梨学院（3年連続8回目）                       | 1回戦                                          | ● 12 - 14 高知商                               | 初戦敗退                                       |
| 2019年（第101回大会） | 山梨学院（4年連続9回目）                       | 1回戦                                          | ● 2 - 3x 熊本工（延長12回）                    | 初戦敗退                                       |
| 2020年（第102回大会） | （新型コロナウイルス感染症流行による大会中止） | （新型コロナウイルス感染症流行による大会中止） | （新型コロナウイルス感染症流行による大会中止） | （新型コロナウイルス感染症流行による大会中止） |
| 2021年（第103回大会） | 日本航空（13年ぶり6回目）                      | 1回戦                                          | ○ 4 - 0 東明館                                 | 3回戦                                          |
| 2021年（第103回大会） | 日本航空（13年ぶり6回目）                      | 2回戦                                          | ○ 5 - 3 新田                                   | 3回戦                                          |
| 2021年（第103回大会） | 日本航空（13年ぶり6回目）                      | 3回戦                                          | ● 1 - 7 智弁学園                               | 3回戦                                          |
| 2022年（第104回大会） | 山梨学院（3年ぶり10回目）                      | 1回戦                                          | ● 1 - 2 天理                                   | 初戦敗退                                       |
| 2023年（第105回大会） | 東海大甲府（8年ぶり14回目）                    | 2回戦                                          | ● 5 - 7 専大松戸                               | 初戦敗退                                       |
| 2024年（第106回大会） | 日本航空（3年ぶり7回目）                       | 1回戦                                          | ● 4 - 8 掛川西                                 | 初戦敗退                                       |
| 2025年（第107回大会） | 山梨学院（3年ぶり11回目）                      | 2回戦                                          | ○ 6 - 2 聖光学院                               |                                                |
| 2025年（第107回大会） | 山梨学院（3年ぶり11回目）                      | 3回戦                                          | ◯ 14 - 0 岡山学芸館                            |                                                |
| 2025年（第107回大会） | 山梨学院（3年ぶり11回目）                      | 準々決勝                                       | ○ 11 - 4 京都国際                              |                                                |
| 2025年（第107回大会） | 山梨学院（3年ぶり11回目）                      | 準決勝                                         | - 沖縄尚学                                     |                                                |

## 通算成績
第107回大会準々決勝終了時
| 出場 | 試合 | 勝利 | 敗戦 | 引分 | 勝率 | 優勝 | 準優勝 | ベスト4 | ベスト8 |
| ---- | ---- | ---- | ---- | ---- | ---- | ---- | ------ | ------- | ------- |
| 60   | 105  | 46   | 59   | 0    | .438 | 0    | 0      | 3       | 2       |

## 学校別成績
| 校名       | 出場 | 勝敗     | 直近出場 | 最高成績 | 前身校       |
| ---------- | ---- | -------- | -------- | -------- | ------------ |
| 東海大甲府 | 14回 | 20勝14敗 | 2023年   | ベスト4  |              |
| 山梨学院   | 11回 | 5勝10敗  | 2025年   | －       | 山梨学院大付 |
| 甲府工     | 8回  | 6勝8敗   | 2006年   | ベスト8  |              |
| 日本航空   | 7回  | 5勝7敗   | 2024年   | 3回戦    |              |
| 日川       | 4回  | 1勝4敗   | 2013年   | 2回戦    |              |
| 甲府商     | 3回  | 3勝3敗   | 2007年   | 3回戦    |              |
| 吉田       | 3回  | 2勝3敗   | 1989年   | 3回戦    |              |
| 甲府一     | 3回  | 1勝3敗   | 1968年   | 2回戦    | 甲府中       |
| 市川       | 2回  | 3勝2敗   | 1994年   | ベスト8  |              |
| 谷村工     | 1回  | 0勝1敗   | 1947年   | 初戦敗退 | 谷村工商     |
| 都留       | 1回  | 0勝1敗   | 1952年   | 初戦敗退 |              |
| 峡南       | 1回  | 0勝1敗   | 1972年   | 初戦敗退 |              |
| 巨摩       | 1回  | 0勝1敗   | 1975年   | 初戦敗退 |              |
| 塩山       | 1回  | 0勝1敗   | 1976年   | 初戦敗退 | 塩山商       |